# ألبيوريكس
ألبيوريكس أو زحل السادس والعشرون هو قمر ذو حركة رجعية وقمر غير نظامي لزحل. أكتشفه هولمان وآخرون في عام 2000. التعيين المؤقت له S/2000 S 11.
ألبيوريكس هو أكبر قمر في مجموعة الأقمار الغالية غير النظامية.
سمي في آب 2003 وهو مشتق من الميثولوجيا الغالية.
يبلغ قطره حوالي 32 كم ويدور حول زحل على مسافة 16 جيجا متر ويفترض أن البياض يبلغ 0.04.
يبين المخطط البياني علاقة مداره مع غيره من الأقمار الغالية ذات الحركة الرجعية. يمثل الشذوذ المداري بقطاعات صفر تمتد من الحضيض إلى الأوج.
نظرا للتشابه في عناصر المدار والتجانس في الخصائص الفيزيائية مع الأقمار الأخرى في المجموعة الغالية، يعتقد أن هذه الأقمار يمكن أن يكون لها أصل مشترك نتج من تفكك قمر أكبر.
أدت الألوان المتباينة المكتشفة مؤخراً إلى فرض وجود حفر كبيرة، مما أدى إلى فرضية جديدة مفادها أن كل من طارفوس وإريابوس قد نتجا من ألبيوريكس بسبب اصطدامه بجسم فضائي.